# 153e méridien ouest
En géographie, le 153e méridien ouest est le méridien joignant les points de la surface de la Terre dont la longitude est égale à 153° ouest.

## Géographie

### Dimensions
Comme tous les autres méridiens, la longueur du 153e méridien correspond à une demi-circonférence terrestre, soit 20 003,932 km. Au niveau de l'équateur, il est distant du méridien de Greenwich de 17 032 km,.
Le 153e méridien ouest forme un grand cercle avec le 27e méridien est.

### Régions traversées
En commençant par le pôle Nord et descendant vers le sud au pôle Sud, Le 153e méridien ouest passe par:
| Coordonnées           | Pays, territoire ou mer | Notes                                                                                     |
| --------------------- | ----------------------- | ----------------------------------------------------------------------------------------- |
| 90° 00′ N, 153° 00′ O | Océan Arctique          |                                                                                           |
| 71° 54′ N, 153° 00′ O | Mer de Beaufort         |                                                                                           |
| 70° 54′ N, 153° 00′ O | États-Unis              | Alaska                                                                                    |
| 59° 48′ N, 153° 00′ O | Golfe de Cook           |                                                                                           |
| 58° 45′ N, 153° 00′ O | Détroit de Chelikhov    | Passe juste à l'est du Cap Douglas, Alaska, États-Unis (à 58° 51′ N, 143° 14′ O)          |
| 58° 18′ N, 153° 00′ O | États-Unis              | Alaska — île Afognak, île Raspberry, Île Kodiak et île Sitkalidak (en)                    |
| 57° 07′ N, 153° 00′ O | Océan Pacifique         | Passe juste à l'ouest de l'île de Rimatara, Polynésie française (à 22° 38′ S, 152° 52′ O) |
| 60° 00′ S, 153° 00′ O | Océan Austral           |                                                                                           |
| 77° 15′ S, 153° 00′ O | Antarctique             | Dépendance de Ross, Liste des territoires revendiqués par la Nouvelle-Zélande             |